# Andy Webster
Andrew Neil Webster (Dundee, 23 aprile 1982) è un ex calciatore scozzese, di ruolo difensore.

## Carriera

### Club
Dopo aver esordito fra i professionisti nell'Arbroath, nel marzo del 2001 viene acquistato dagli Hearts per 75.000 sterline. Con la squadra di Edimburgo gioca cinque stagioni, totalizzando 149 presenze e 6 gol in campionato che nel 2003 gli valsero anche la convocazione in Nazionale. Per problemi legati al rinnovo di contratto, il rapporto con il club si incrina nel 2006 ed il culmine della crisi si ha quando viene lasciato fuori rosa nella partita contro il Dundee Utd.
Avendo ancora un anno di contratto e desideroso di cambiare squadra, per la prima volta in Europa, fa ricorso ad una legge dell'Unione europea - recepita anche in ambito FIFA - che permette ad un calciatore con un contratto di durata superiore ai tre anni di svincolarsi al termine del terzo anno previa congruo preavviso. Il tribunale gli dà ragione e la FIFA ratifica la decisione il 4 settembre 2006, creando così un clamoroso caso-pilota per altri eventuali calciatori che volessero intraprendere lo stesso cammino. Contestualmente alla liberatoria, tuttavia, la FIFA riconosce agli Hearts un indennizzo pari ad un anno di ingaggio del giocatore.
Firma per gli inglesi del Wigan, debuttando in Premier League il 21 ottobre 2006 nella vittoria 4-0 sul Manchester City, ma il 5 gennaio 2007 passa in prestito ai Rangers, sollevando le proteste degli Hearts, che considerarono questo trasferimento una violazione al regolamento FIFA (la posizione del club era che Webster non avrebbe potuto militare in altro club scozzese per almeno un anno) e presentarono un ricorso alla FIFA e alla SFA contro il tesseramento. La FIFA ha però recentemente respinto il ricorso.
Nell'ultima parte della stagione 2006/07 non scende mai in campo con gli scozzesi, ma il 29 giugno il prestito viene prolungato fino al gennaio successivo. Esordisce così nella stagione 2007/08, in settembre, realizzando anche una rete nel 4-0 sul Gretna F.C.. Un infortunio lo blocca per il resto della stagione, al termine della quale il prestito viene convertito in un trasferimento permanente.
Il 28 agosto 2008 è passato in prestito per sei mesi agli inglesi del Bristol City F.C., squadra della Football League Championship. Nella stagione 2009-2010 è invece stato trasferito sempre in prestito al Dundee Utd.

### Nazionale
Ha accumulato 28 presenze nella nazionale scozzese durante la sua carriera. Ha esordito nell'era Berti Vogts, nel match terminato 2-0 a favore dell'Austria ed ha realizzato la prima, ed unica, rete il 12 novembre 2005 contro gli Stati Uniti ad Hampden Park.

## Palmarès
- Coppa di Scozia: 1

Dundee United: 2009-2010